# Dieudonné du Val de Beaulieu
Dieudonné Hubert Joseph du Val de Beaulieu of Duval de Beaulieu (Bergen, 15 augustus 1786 - Brussel, 19 februari 1844) was lid van het Belgisch Nationaal Congres en senator.

## Levensloop
Du Val was de zoon van Constant du Val de Beaulieu (1751-1828), die onder meer burgemeester van Bergen was, en van Marie-Thérèse de Wolff (1750-1800).
Constant du Val werd in 1809 Comte d'Empire en werd in 1816 en 1820 in de adelstand bevestigd, met de erfelijke titel van graaf. In 1813 werd Dieudonné met de titel baron eveneens in de empireadel opgenomen.
Onder het Keizerrijk was Dieudonné du Val auditeur bij de Raad van State en intendant in Ragusa (Italië), Regensburg (Duitsland) en Burgos (Spanje).
Na 1815 werd hij opeenvolgend lid van de Provinciale Staten van Henegouwen en lid van de Tweede Kamer der Staten-Generaal.
Hij werd lid van het Nationaal Congres voor het arrondissement Bergen. Met zijn meer dan veertig tussenkomsten in openbare zitting, behoorde hij tot de actieve congresleden. De inhoud van zijn tussenkomsten lieten ook toe vast te stellen dat hij sympathiseerde met de orangisten en dat hij tot de antiklerikalen behoorde. Het belette niet dat hij gewoon zijn stem uitbracht zoals de meerderheid van de congresleden: voor de onafhankelijkheidsverklaring, voor de eeuwigdurende uitsluiting van de Nassaus, voor de hertog van Nemours als staatshoofd, voor Surlet de Chokier als regent, voor Leopold van Saksen-Coburg als staatshoofd en voor de aanvaarding van het Verdrag der XVIII artikelen. In juni 1831 maakte hij deel uit van de delegatie die aan Leopold van Saksen-Coburg zijn verkiezing tot staatshoofd ging meedelen. Nog hetzelfde jaar werd hij als gevolmachtigd minister naar Berlijn gestuurd.
Van 1832 tot aan zijn dood zetelde hij als senator voor het arrondissement Bergen.
In de vroegere abdij van Cambron, door zijn vader aangekocht, had hij een stoeterij met meer dan 400 paarden, die een grote reputatie had voor de paarden die er werden voortgebracht en die grote successen behaalden in de paardenwedrennen. In zijn landgoed van Attre, de gemeente waar hij burgemeester van was, bedreef hij landbouw.
Dieudonné du Val was in 1819 getrouwd met Marie-Térèse du Toict (1791-1881), een gezin dat kinderloos bleef.
Zijn broer, Edouard du Val de Beaulieu, had nageslacht, maar in 1971 is de familie, minstens voor wat betreft de mannelijke nazaten, uitgedoofd.

## Iconografie
- Portret van Dieudonné du Val de Beaulieu door Louis Carlier (1861), bewaard in het Musée des Beaux-Arts in Mons.